# Roberto Canestrari
Roberto Canestrari (Piagge, 26 aprile 1953) è un ex calciatore italiano, di ruolo difensore.

## Caratteristiche tecniche
Centrale difensivo dalla spiccata fisicità, era abile nella marcatura ad uomo.

## Carriera

### Giocatore

#### Dagli esordi all'approdo in B
Compì il proprio esordio con l'Alma Juventus Fano nel 1970, disputando — ancora minorenne — 10 gare nella Serie D. Divenuto titolare già l'anno seguente, attirò l'interesse del Bologna dal quale venne ingaggiato nel 1972: non ebbe tuttavia occasione di debuttare con la maglia felsinea, facendo comunque parte di un settore Primavera che includeva — tra gli altri — Eraldo Pecci e Aldo Maldera. Ceduto al Forlì nel 1973, disputò da titolare il campionato interregionale.
Dal 1975 al 1978 difese dapprima i colori del Teramo e successivamente del Modena, esperienza quest'ultima conclusa con la retrocessione degli emiliani in Serie C al termine del campionato cadetto 1977-78.

#### Esperienza in A e ultimi anni
In seguito alla discesa dei canarini, nell'estate 1978 si trasferì al Cagliari continuando a militare in Serie B. Nel torneo 1978-79 contribuì con 3 gol, gli unici in carriera, alla promozione dei sardi in A. Il debutto in massima categoria avvenne il 7 ottobre 1979, nel pareggio (1-1) con l'Udinese. Il difensore marchigiano riportò 20 presenze in A con due ammonizioni, entrambe ricevute contro il Torino. Nell'autunno 1980 tornò a giocare in B, accordandosi con il Bari. L'esperienza in biancorosso si rivelò tuttavia deludente, con la compagine pugliese che — afflitta da tensioni interne — non andò oltre un ottavo posto in classifica.
L'ultima tappa della carriera fu il Francavilla, con cui disputò il campionato di Serie C1 prima di ritirarsi nel 1982.

## Dopo il ritiro
Conclusa l'attività agonistica, allenò il Fossombrone nella stagione 1987-88 venendo però sollevato dall'incarico con il campionato ancora in corso. Fu poi direttore sportivo della Vis Pesaro sino al 2003, ricoprendo invece il ruolo di direttore tecnico dal 2004 al 2006; tra il 2007 e 2010 rivestì l'incarico di responsabile del settore giovanile per l'Alma Juventus Fano.
Nel 2017 partecipò, insieme agli ex compagni di squadra, alla festa per l'addio del Cagliari allo Stadio Sant'Elia.